# 梅赫伦
梅赫伦（荷蘭語：Mechelen，發音：[ˈmɛxələ(n)] ⓘ），法语名马林（發音：[malin] ⓘ），比利时弗拉芒大區安特卫普省城市，位于代勒河畔，南与弗拉芒布拉班特省接壤，通行荷蘭語，是弗拉芒社群的一部分，面积33.71平方千米，人口86,921人（2020年1月1日），是佛兰德人口第六大城市，也是该省仅次于省会安特卫普的人口第二大城市。

## 交通
- 梅赫伦站

## 文化
梅赫伦是佛兰德的历史艺术名城之一，与安特卫普、布魯日、布鲁塞尔、根特和鲁汶齐名。梅赫倫的耶夫·德南皇家鐘琴學校是低地国家地區鐘樓琴師與技術人才的重要培養所。此外，國際流星組織的總部也設置在此。

## 姊妹城市
- 玻利维亚 苏克雷
- 法國 第戎
- 日本 結城市
- 荷蘭 海爾蒙德
- 羅馬尼亞 錫比烏
- 美国 阿瓦達